# Wave-Gotik-Treffen

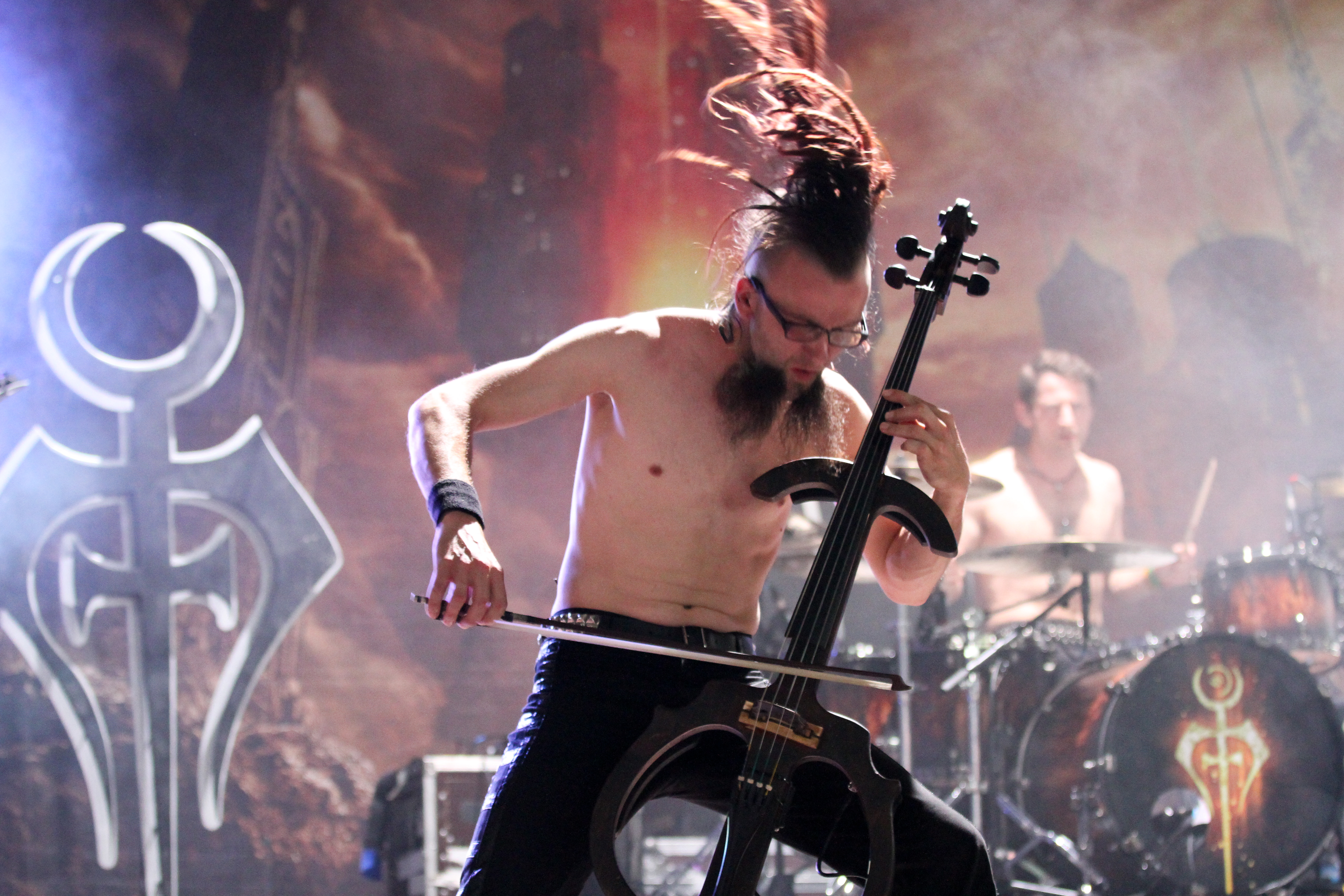
Letzte Instanz, WGT 2013

Wave Gotik Treffen é um festival anual, em geral para música sombria e arte em Leipzig, Alemanha. Mais de 150 bandas e artistas de vários estilos musicais alternativos ou undergrounds, como rock gótico, EBM, dark wave, gothic metal, neofolk, ethereal wave, neoclassical, músical medieval, electrogótico, música experimental, industrial, death rock etc. Com duração de quatro dias, o festival também tem barracas com produtos medievais, góticos e subculturais. Todos os anos, milhares de pessoas de todos os lugares do mundo se juntam neste que é considerado um dos maiores festivais góticos à nível mundial.

## História
A primeira tentativa de um "Wave Gotik Treffen” foi feita em 1987 em Potsdam. Entretanto, como as leis da República Democrática Alemã classificaram este tipo de evento ilegal, somente 100 pessoas assistiram. Em 1992, depois da reunificação da Alemanha, o primeiro Wave Gotik Treffen foi organizado no Eiskeller club em Leipzig. Desde então o número de visitantes tem crescido grandualmente e as bandas mais conhecidas do público tem tocado no Festival pelo menos uma vez.
O maior evento de Wave Gotik Treffen foi no ano de 2.000 com mais de 300 projetos e um público estimado em 27.000 pessoas. Entretanto, o festival sofreu um colapso financeiro e no terceiro dia teve que ser cancelado. Depois de todos os seguranças, bandas e grande parte da equipe técnica ter deixado o local, voluntários e várias bandas que tocaram gratuitamente organizaram um último show com aproximadamente 5.000 pessoas. Contrariando as expectativas policiais, nenhum problema de qualquer natureza ocorreu e o último dia do festival foi celebrado pelos visitantes de uma forma comparada ao Burning Man. Desde então o festival tem tido 18.000 a 21.000 visitantes por ano, a maioria deles, reincidentes de anos anteriores. Como a maioria dos festivais góticos, reúne visitantes de todo o mundo, muitos dos visitantes da Alemanha prefere acampar em imensos acampamentos, enquanto visitantes estrangeiros preferem se hospedar em hotéis.